# Tel Chuga
Tel Chuga (hebrejsky: תל חוגה) je pahorek o nadmořské výšce cca - 240 metrů v severním Izraeli, v Bejtše'anském údolí.
Leží v severní části zemědělsky intenzivně využívaného Bejtše'anského údolí, cca 4 kilometry severovýchodně od města Bejt Še'an a 1,5 kilometru východně od vesnice Chamadija. Má podobu nevýrazného odlesněného návrší, u nějž ústí vádí Nachal Chamadija do toku Nachal Charod. Kromě toho tu vyvěrá pramen Ejn Chuga (עין חוגה). Oblast soutoku je porostlá vegetací a využívána jako rekreační areál někdy nazývaný גני חוגה - Ganej Chuga.